# Hapoel Acre

Logoul precedent

Hapoel Acre (în ebraică מועדון כדורגל הפועל עכו, Moadon Kaduregel Hapoel Akko) este un club de fotbal israelian din Acra.

## Palmares
- Liga Leumit (2): 1973–74, 1975–76
  - Vicecampioană (4): 1971–72, 1972–73, 1974–75, 2008–09
- Liga Alef (1): 1962–63
  - Vicecampioană (4): 1984-85, 1990-91, 1996-97, 2003–04
- Toto Cup Leumit (1): 2006

## Antrenori
- Momi Zafran (2006)
- Yaron Hochenboim (2007–27 mai 2010)
- Eli Cohen (1 iulie 2010–13 mai 2012)
- Shimon Hadari (1 iulie 2012–Jan 1, 2013)
- Yuval Naim (Jan 27, 2013–Jan 27, 2014)
- Alon Harazi (Jan 27, 2014–Jan 5, 2015)
- Shlomi Dora (Jan 8, 2015–)